# Carl Barzilauskas
Carl Joseph Barzilauskas (* 19. März 1951 in Waterbury, Connecticut; † 20. Dezember 2023) war ein US-amerikanischer American-Football-Spieler. Er spielte als Defensive Tackle in der National Football League (NFL) bei den New York Jets und den Green Bay Packers. Carl Barzilauskas ist der Neffe von Fritz Barzilauskas, der unter anderem für die New York Giants American Football spielte.

## Spielerlaufbahn

### Collegekarriere
Carl Barzilauskas besuchte in seiner Heimatstadt die High School und spielte schon auf der Schule American Football. Aufgrund seiner sportlichen Leistungen wurde er in die Auswahlmannschaft von New England gewählt. Ab 1970 studierte an der Indiana University Bloomington und spielte für die Indiana Hoosiers als Defensive Tackle. In den Jahren 1972 und 1973 wurde er zum All-American gewählt. Im Jahr 1973 spielte er unter Trainer Weeb Ewbank im Senior Bowl in einer College-Auswahl-Mannschaft. Sein letztes Spieljahr bestritt er mit einem gebrochenen Fuß. Sein College zeichnete ihn in allen drei Spieljahren aus.

### Spielerkarriere
Barzilauskas wurde im Jahr 1974 von den New York Jets in der ersten Runde an sechster Stelle gedraftet. Bei den Jets spielte er bis 1977 in der Defensive Line. Im Jahr 1978 wechselte Barzilauskas zu den von Bart Starr betreuten Green Bay Packers. Weder mit den Jets, noch mit den Packers gelang es Carl Barzilauskas in die Play-offs einzuziehen. Aufgrund einer Genickverletzung musste er im Jahr 1980 seine Laufbahn beenden.

## Nach der Laufbahn
Carl Barzilauskas wurde nach seiner Laufbahn ein erfolgreicher Geschäftsmann. Er besaß unter anderem zwei Restaurants in Indianapolis und in Bloomington. Ferner betrieb er in Bloomington ein Sanitätshaus und ein Maklerbüro. Barzilauskas war Vorsitzender des Central Indiana Chapters der National Football Foundation (NFF). Die NFF fördert junge Nachwuchsspieler und betreibt die College Football Hall of Fame in South Bend, Indiana. Barzilauskas war zudem Präsident der  Indiana National Football League Players Association, der Gewerkschaft der professionellen Footballspieler aus Indiana.
Er starb am 20. Dezember 2023 im Alter von 72 Jahren.

## Ehrungen
Carl Barzilauskas ist Mitglied in der Indiana Football Hall of Fame und erhielt im Jahr 2000 den Joe Boland Award. Der Preis wird an Personen vergeben, die sich bei der sportlichen Förderung von Jugendlichen besonders verdient gemacht haben.